# Official Singles Chart Top 100
 (mars 2025).
Si vous disposez d'ouvrages ou d'articles de référence ou si vous connaissez des sites web de qualité traitant du thème abordé ici, merci de compléter l'article en donnant les références utiles à sa vérifiabilité et en les liant à la section « Notes et références ».
Le UK Singles Chart (actuellement intitulé le Official Singles Chart) est le classement officiel hebdomadaire des singles au Royaume-Uni, il est établi par l'Official Charts Company (OCC) sur la base des ventes de l'industrie du disque britannique.
Le classement, prenant en compte les ventes réalisées du dimanche au samedi, est publié dans le magazine Music Week (Top 75 seulement), la lettre d'information ChartsPlus (Top 200), et sur divers sites internet (généralement le Top 40). Environ 6 500 distributeurs contribuent à la collecte des données de ventes, ainsi que la plupart des plateformes de téléchargement. À la différence du classement américain, aucune statistique de diffusion radio n'est employée pour le UK Singles Chart. La plupart des nouveaux singles au Royaume-Uni sont disponibles le lundi. 
Le classement complet contient les 200 premiers singles, ventes physiques et numériques combinées. Seuls les 40 premiers sont généralement connus du grand public et sont présentés dans l'émission The Official Chart de BBC Radio 1 chaque dimanche après-midi. Le Top 75 est publié dans le magazine Music Week le lundi, le Top 200 est quant à lui publié par la lettre d'information ChartPlus le mercredi.
Le Top 40 est révélé en premier par BBC Radio 1, avant même d'être publié sur le site de l'OCC. Radio 1 diffuse le Top 40 par ordre décroissant le dimanche de 16 h à 19 h (heure anglaise). Mark Goodier et Bruno Brookes sont célèbres pour avoir été les présentateurs de cette émission pendant de nombreuses années. Depuis octobre 2007, Fearne Cotton et Reggie Yates animent l'émission. Fearne Cotton est la première présentatrice féminine permanente du Chart Show. Le hit40uk, un classement rival basé sur les ventes et sur les diffusions radio, est diffusé sur plus de 100 stations de radio locales.
Le classement anglais est diffusé sur la BBC entre 1962 et 2006 dans l'émission Top of the Pops, il est maintenant diffusé tous les jeudis à 19 h (heure anglaise) sur MTV Hits.
Selon les statistiques de l'OCC, au 1er février 2009, 1 089 singles ont été numéro 1 du classement du UK Single Chart. Le nombre précis est discutable du fait de la profusion de différents classements concurrents pendant les années 1950, 1960, 1970 et 1980, bien que les entrées de la liste datant de ces périodes aient été approuvées par le Guinness Book of British Hit Singles et plus tard adoptées par l'OCC.

## Histoire

### Débuts
Le premier classement de singles britannique est publié dans le New Musical Express, plus connu sous l'acronyme NME, du 14 novembre 1952. C'était au début plus un gimmick qu'un outil dans la guerre opposant le NME à son rival le Melody Maker, plus ancien et plus populaire. Le classement, décrit au début comme un Top 12, même si le premier réellement diffusé comporte 15 disques, du fait d'ex æquo, est créé par le chef de la publicité du journal, Percy Dickins, qui compile les ventes de disques en téléphonant aux 20 magasins de disques les plus importants. Il continue à surveiller personnellement la compilation du classement jusque dans les années 1960.  
Le classement devient rapidement l'une des rubriques les plus populaires du journal. Après seulement quelques semaines, il commence à être relayé dans les notes des labels et les communiqués de presse. En octobre 1954, il s'élargit au Top 20 et en avril 1956 au Top 30. Le classement donne également des idées à d'autres, le Record Mirror lance son propre classement en 1955 et le Melody Maker le 7 avril 1956.
Le précurseur de l'actuel classement officiel est apparu pour la première fois dans le Record Retailer (désormais Music Week) en mars 1960 sous forme d'un Top 50, mais n'a pas été immédiatement reconnu comme le classement officiel du pays. Le classement du NME était toujours le plus reconnu et avait l'avantage de disposer d'une meilleure exposition médiatique grâce à sa diffusion sur Radio Luxembourg (en version anglaise). Tout au long des années 1960, les divers classements ont lutté pour acquérir la reconnaissance du public, menant à quelques anomalies historiques - par exemple, le deuxième single Please Please Me des Beatles est classé no 1 dans la plupart des classements, mais pas dans le Record Retailer. Pour ajouter à la confusion, le classement employé par la BBC lors des émissions Pick of the Pops et Top of the Pops est établi en faisant la moyenne des différents classements et donc n'était exact avec aucun d'entre eux et étaient enclins à des résultats ex æquo. L'exemple le plus notoire est lorsque trois disques, Do It Again des Beach Boys, I've Gotta Get a Message to You des Bee Gees et This Guy's in Love With You de Herb Alpert, arrivent dans le classement à la 1re place la même semaine pendant l'été 1968. Il y avait également des classements, comme le Fab 40 employé au milieu des années 1960 par la station de radio pirate Radio London, qui, en raison de leurs audiences importantes, étaient influents. Mais ils étaient essentiellement des classements de rotations radio et n'avaient aucun rapport avec les ventes.
En février 1969 un classement plus fiable émerge d'une alliance entre la BBC et le Record Retailer. Pour la première fois une organisation professionnelle de vote, le British Market Research Bureau (BMRB), est commissionnée pour surveiller le classement, elle s'appuyait les ventes de 500 magasins de disques, plus du double qu'aucun autre classement auparavant. Le nouveau Top 50 officiel, compilé sur ordinateur pour la première fois, est inauguré le 12 février 1969. Depuis lors, lui et ses successeurs sont édités chaque semaine par Record Retailer, puis Music Week.
En mai 1978, le classement des singles est élargi d'un Top 50 à un Top 75.

### Âge de l'électronique
En janvier 1983, le British Market Research Bureau perd le contrat au profit de Gallup, qui collecte les données de manière électronique, au lieu de se baser sur un registre. Cette méthode était dépendante du bon fonctionnement du service postal, et était également peu sécurisée. Bien que Gallup ait produit les classements depuis 1983, les premières bornes nécessaires à la collecte électronique n'apparurent dans les magasins de disques qu'en 1984. À partir d'octobre 1987, il devient possible d'incorporer toutes les ventes effectuées le samedi, jusqu'à la fermeture des magasins, pour être annoncé le dimanche après-midi, au lieu d'attendre le mardi (voire le mercredi en cas de jours fériés). À partir de ce moment le Chart Show du dimanche sur BBC Radio 1 annonce un tout nouveau classement basé sur les ventes réelles et non plus sur une estimation compilée en général sur les cinq seuls premiers jours.  
Le classement était toujours officiellement un Top 75. Cependant, en janvier 1983 Gallup commence à produire une section Next 25 (25 suivants), allant de la 76e à la 100e position. Ce classement étant repris par magazines Music Week et Record Retailer. Cette section n'était cependant pas un reflet précis des ventes. Les disques dont les ventes baissaient trop en étaient exclus, permettant à d'autres de grimper à des positions qu'ils ne pouvait pas vraiment tenir. Si un ancien hit montrait une petite augmentation des ventes (par exemple en étant vendu à prix réduit pour vider les stocks), il apparaissait comme ré-entrée alors qu'il n'était disponible réellement qu'à quelques endroits.
Vers 1990 les coûts pour produire les classements s'élevaient à plus de 600 000 £. Gallup se servait (selon les sources) de 900 à 1 500 magasins chaque semaine. Le British Association of Record Dealers (BARD) et la British Phonographic Industry (BPI), ont annoncé en janvier l'arrêt des contrats avec Gallup, Music Week et la BBC au 30 juin 1990. Le 1er juillet 1990, la maison d'édition de Music Week, Spotlight Publications/Link House, crée une nouvelle entreprise indépendante, le Chart Information Network Ltd. (CIN), pour commissionner les classements. Le CIN coopère avec Gallup, la BBC et la BARD. Au début la BPI refuse de rejoindre le Comité de supervision des classements (CSC) du CIN et d'autoriser leurs classements.  
En novembre 1990, la section Next 25 du UK Singles Chart, cesse d'être imprimé par le magazine officiel des ventes Music Week. Du 24 novembre 1990 au 6 avril 1991, seul le Record Mirror continue d'imprimer cette section.
En janvier 1991, le CIN fait l'objet du partenariat commercial entre Spotlight/Link House et la BPI. Chaque partie paye 50 % des coûts des classements, qui s'élevaient alors grimpés à un million de livres sterling, mais se partagent également les revenus. Le CSC se compose désormais de Music Week, du CIN, de Gallup, de la BBC, de la BARD, et la BPI. Plus tard le CIN cherche à s'ouvrir de nouvelles opportunités de marché et décrocher de nouveaux contrats publicitaire ; ceux-ci incluant des fax et des services téléphoniques au prix fort et des bulletins d'informations des classements, Charts+Plus (édité de mai 1991 à novembre 1994) et Hit Music (éditée de septembre 1992 à mai 2001).  
À partir de mai 1991, le bulletin nouvellement établi, Charts+Plus, comportait le classement des singles avec les positions 76 à 200 (plus celui des albums des places 76 à 150, le Top 50 des compilations, et plusieurs autres classements). En septembre 1992, un deuxième bulletin est créé : Hit Music, qui comporte, parmi d'autres classements, le Top 75 singles ainsi qu'un renaissant Next 25.
Début 1993, un appel d'offres est lancé pour le contrat de compilation des classements. Le contrat de Gallup arrivait à échéance en janvier 1994. En avril 1993, la BARD renouvelle ses contrats avec le CIN. Les compagnies membres de la BARD devaient fournir leurs chiffres de ventes exclusivement au CIN. En mai 1993, le CIN annonce que Millward Brown, filiale de WPP, avait gagné le contrat des classements. Les points principaux des discussions étaient les coûts croissants, les avancées technologiques, et un meilleur accès aux données. Le CIN voulait contrôler l'analyse des données et également détenir les droits de toutes les recherches de Millward Brown.  
Le 1er février 1994, Millward Brown succède à Gallup comme compilateur des classements du CIN. La taille initiale de l'échantillon était de 1 250 points de ventes, elle atteignit 1 600 au mois d'avril 1994. Le premier classement basé sur des données de Millward Brown est publié le 6 février 1994. 
En novembre 1994, la lettre d'information Charts+Plus cesse d'être publiée, et Hit Music, étend la couverture de ses classements jusqu'à un « non trafiqué » Top 200 des singles, Top 150 des albums et Top 50 des compilations. En novembre 1996 le classement des albums s'est étendu au Top 200. 
L'édition no 439 de mai 2001 du bulletin d'information Hit Music est le dernier. En septembre 2001, le fervent défenseur des hit-parade, Herman Verkade, conclu un accord avec le CIN pour créer un nouveau bulletin d'information indépendant : ChartsPlus, couvrant les 75 premiers singles, une version compressée des positions 76-200, le Top 200 albums, Top 50 compilations, et beaucoup d'autres classements. 
En novembre 2001 le Chart Information Network (CIN) change de nom et devient The Official UK Charts Company.

### Âge de l'internet
En 2005, Wes Butters présente le dernier Top 40 de l'émission Chart Show, marquant ainsi la fin de sa présence sur Radio 1. Le Chart Show est alors radicalement remanié pour le classement du 16 avril, le premier à combiner les ventes physiques avec les ventes numérique. Plusieurs classements sont essayés avant, dont un en 2004 avec les ventes de téléchargement comptés à part, mais son intégration à l'UK Singles Chart reflète l'ère changeante, où les ventes physique régressaient tandis que les ventes numériques grimpaient. Le 17 avril 2005, les animateurs JK et Joel déclarent sur BBC Radio 1 qu'ils avaient observé que l'intégration des ventes de téléchargements avait eu comme conséquence, à peu de chose près, le doublement des ventes sur une semaine. Pour la première semaine de ce nouveau classement, il n'est pas évident que le doublement constaté eut un réel impact dans le haut du classement. Quelques singles, en milieu de classement, eux, en bénéficient.
Au début, la British Association of Record Dealers (BARD) s'inquiète de la popularité du téléchargement légal l'emportant sur les ventes en boutique. Elle se plaint également que certains singles soient indisponible en versions physiques, ce qui pouvait créer une confusion chez les clients et engendrer des lacunes dans les rayons des boutiques. Mais elle était d'accord sur le principe des nouvelles règles, à condition que les ventes numériques soient disponibles uniquement si elles étaient couplées à une mise en  vente équivalente en single physique vendu en magasins en même temps. Cependant, car il n'y avait aucune règle sur le nombre minimum de copies, Gorillaz contourne cette règle en mettant son single Feel Good Inc. sur les plateformes de téléchargement et en le diffusant à seulement 300 exemplaires vinyle le 12 avril 2005, un mois avant sa diffusion générale. Ce qui lui permet de débuter dans le classement en 22e position pour atteindre par la suite la 2e place, et de rester dans le Top 40 pendant une plus longue période.
Après d'autres pressions de l'industrie musicale, un deuxième compromis a été conclu en 2006, qui permet aux singles de sortir en téléchargement une semaine avant leur sortie physique. Black Eyed Peas et Ne-Yo entrent plus tôt dans le classement en conséquence, et le 2 avril 2006 Crazy de Gnarls Barkley est devenue la première chanson à atteindre la 1re place sur ses seules ventes de téléchargement de musique. Selon ces mêmes règles les singles seraient maintenant exclu du classement deux semaines après la suppression des formats physiques. Ceci conduit Crazy à sortir du classement après 11 semaines alors qu'il était encore 5e, et plus tard, Maneater de Nelly Furtado disparut alors qu'il était encore 10e.
Au-delà du fait que les ventes numériques continuaient d'augmenter tandis que les ventes physiques continuaient de diminuer de mois en mois, de plus en plus d'artistes entrent dans le Top 40, mais de moins en moins entrent dans le classement directement numéro 1. Tandis qu'au début la proportion de ventes numériques par rapport aux ventes physiques dans le classement était relativement basse, une majorité de singles voient maintenant plus de 50 % de leurs ventes se faire sur des plateformes de téléchargement. Les ventes des clips vidéos et les ventes de via les téléphones mobiles sont maintenant également comptées, mais il n'est pas prévu que les ventes de sonneries soient un jour incluses.
Le 1er janvier 2007, la musique téléchargée fut totalement intégrée dans les classements. Désormais tout téléchargement, avec ou sans un équivalent physique, est comptabilisé dans le classement. Ceci permit à Crazy et Maneater, se vendant toujours assez fortement sur les plateformes de téléchargement bien que leurs équivalents physiques aient été supprimés de la vente depuis un certain temps, tous les deux retournèrent dans le classement avec plusieurs autres qui avaient été exclus les mois précédents. Chasing Cars de Snow Patrol retourna même dans le Top 10, alors que Honey to the Bee de Billie Piper, à la suite d'une mise en avant ironique du titre par Chris Moyles sur Radio 1 afin de tester les nouvelles règles du classement, est réapparu en 17e place presque huit ans après sa sortie du classement.
La deuxième chanson à réapparaitre dans le Top 40 plusieurs années après sa 1re sortie est I'll be missing you de Puff Daddy et Faith Evans, qui réapparu à la 32e position une décennie après avoir été numéro 1. L'impulsion cette fois était une récente nouvelle interprétation du titre lors d'un concert en mémoire de la princesse Diana à Wembley. Deux mois plus tard nessun dorma de Luciano Pavarotti retourna dans le classement en 24e position la semaine suivant sa mort, 17 ans après sa première entrée. Le titre atteint par la suite à la 1re place. Pendant ce temps, un gorille batteur dans une publicité à la télévision pour du chocolat au lait aidait In the Air Tonight de Phil Collins à s'élever à la 14e place 26 ans après sa première entrée et 19 ans depuis sa sortie avec un autre mix. Aucune de ces chansons n'avait été officiellement rééditées.
Blag, Steal and Borrow de Koopa (en) est devenue la première chanson à rentrer dans le classement sans n'avoir jamais eu de sortie physique. Koopa est également le premier groupe sans contrat avec une maison de disques à le faire aussi. Dans l'année, ils le feront encore par deux fois avec One OffSong for the Summer et The Crash atteignant respectivement la 21e et 16e place, alors que le groupe reste sans contrat jusqu'à l'année suivante.
Après l'annulation de sa sortie physique Say It Right de Nelly Furtado fut le premier single à entrer dans le Top 10 sans qu'aucun support ne se retrouve jamais en boutique. Lord Don't Slow Me Down d'Oasis fut le deuxième, Violet Hill de Coldplay le troisième.
Run de Leona Lewis est devenue la 11e chanson à atteindre la 1re place grâce à ses seuls téléchargements. À la différence des dix précédents cette chanson n'eut jamais de sortie physique.
Un effet notable que les nouvelles règles du classement ont eu, a été de révéler le pouvoir des téléchargements, particulièrement si une copie physique n'est plus, ou n'a jamais été, disponible. En dépit de sept semaines de présence dans le classement courant 2006 puis supprimé parce qu'inéligible selon les vieilles règles, Chasing Cars de Snow Patrol, cité précédemment, s'est maintenu dans le classement 91 semaines. Seul un autre single dans l'histoire du classement a fait mieux (My Way de Frank Sinatra avec 124 semaines. Rule the world des Take That a tenu 62 semaines, Rehab d'Amy Winehouse 57 semaines, Umbrella de Rihanna 51 semaines (12e). En attendant, Say It Right de Nelly Furtado, en dépit de sortie physique, a tenu le Top 31 semaines rien qu'avec ses téléchargements.
Hallelujah de Leonard Cohen, repris par Jeff Buckley en 1994 se dressa à la 2e place le 21 décembre 2008 sur ses seuls téléchargements, à la suite de la formation d'un groupe de protestation massive sur Facebook de 110 000 personnes pour devancer la version d'Alexandra Burke 1er à Noël.
Une autre conséquence que les nouvelles règles du classement ont prévu, mais qui n'a pas été matérialisé à grande échelle jusqu'ici, est le cas d'un artiste important qui sortirait un nouvel album. Toutes ou la plupart de ses pistes pourraient apparaître dans le classement car le téléchargent de différentes chansons serait préféré à celui de l'album complet. Excepté un ou deux titres de Mika ou des Arctic Monkeys, il n'y avait aucun exemple significatif jusqu'en octobre 2007, quand sortit la bande originale de High School Musical 2 où six titres se retrouvèrent simultanément dans le Top 75, ainsi que quatre autres qui les suivaient un peu plus loin dans le classement. Un mois plus tard Leona Lewis a placé cinq titres de son album Spirit dans le classement de singles simultanément. Un exemple plus notable pourrait venir avec l'arrivée attendue depuis longtemps du catalogue des Beatles sur les plateformes de téléchargement. Les analystes les plus optimistes prévoient que la totalité du Top 10 soit prise d'assaut par des chansons du groupe.
Un autre effet que les nouvelles règles ont prévu et qui est vérifié, est la réapparition dans le classement d'un certain nombre de favoris saisonniers. Durant la période de Noël 2007, 19 titres sont dans cette configuration, sans qu'ils soient officiellement réédités, et sont ainsi réapparus grâce à leurs seuls téléchargements. Deux d'entre eux l'un de - Mariah Carey et l'autre des Pogues - atteignent même le Top 5. Deux chansons de fêtes de fin d'année plus anciennes d'Andy Williams et de Perry Como, qui n'avait jamais été classé au Royaume-Uni, entrèrent pour la première fois dans le classement. Pendant la période de Noël 2008, 11 titres de Noël sont revenus dans le Top 75, dont les chansons de Mariah Carey et des Pogues qui sont montées tous deux jusqu'à la 12e place cette fois ci.

## Définition du classement officiel
Le classement BBC/Record Retailer est accepté par tous comme « officiel » depuis février 1969. Il existe une polémique sur le fait de savoir quel classement devrait être considéré comme correct avant cette date. La réponse la plus fréquente à cette question est de considérer le classement du Record Retailer comme le bon entre 1960 et 1969, et celui du NME avant cela. Cette vision est lancée par le Guinness Book of British Hit Singles, publié la première fois en 1977. Cependant, elle peut être contestée en prétextant que presque personne ne considérait le classement du Record Retailer canonique au moment de sa publication, du moins jusqu'à ce que le Record Mirror a commencé à l'éditer aussi. Quelques ouvrages de référence prennent simplement dès le début le Record Mirror comme source. C'est l'approche adoptée par The Top 20 Book, compilé tous les deux ans par Tony Jasper de 1978 à 1994, et Rock File, une publication annuelle durant les années 1970 dont la partie Chart Log est le précurseur de la définition du Guinness Book of British Hit Singles, ainsi que celui de nombreux livres de Dave McAleer. Le résultat de cette approche est un classement qui commence en 1955, et rejoint le classement du Record Retailler, et ainsi est en accord avec le Guinness Book, en 1962.
On peut aussi considérer que le classement du NME est le bon pour, au moins, une partie des années 1960, puisqu'il était indiscutablement celui le plus suivi. De même, le classement du Melody Maker peut être considéré correct pour la même période parce qu'il prenait un plus grand nombre de magasins dans son panel. Cependant, ce dernier est moins pratique puisqu'à la différence des classements du NME, les classements du Melody Maker ne seront jamais réimprimés et sont donc difficiles à obtenir.
The Official Charts Company adopte la solution du Guinness Book of British Hit Singles en tant que définition du classement officiel, toutefois les différentes approches continuent à coexister.

### Comparaison des classements avant 1969
- New Musical Express (NME) : NME lance le premier classement des ventes de singles au Royaume-Uni (Top 12) le 14 novembre 1952, d'abord compilé avec un système de points, sur un échantillon de 15 à 30 magasins sur un total de 53. Le classement a évolué en Top 20 à partir du 1er octobre 1954, Top 30 à partir du 13 avril 1956 et Top 50 à partir d'avril 1983. La taille de l'échantillon qui était au début de 15 à 30 magasins passe à 70 au début des années 1960, et atteint 150 magasins au mois de juin 1963. NME compile son propre classement jusqu'au 28 mai 1988, après quoi il employe le Network Chart[n 7] pendant quelques années.

- Record Mirror : Record Miror lance un Top 10 le 22 janvier 1955, plus tard transformé Top 20 puis en Top 30. Il cesse en mars 1962 quand le Record Mirror commence à reprendre le classement du Record Retailer.

- Radio Luxembourg (RTL en France) : Radio Luxembourg était très influente dans les années 1950 et 1960, mais n'a jamais eu son propre classement. Elle a lancé un Top 20 basé sur le classement de musique du Melody Maker dès 1948 et a diffusé le Top 20 des ventes du NME au début de 1960. Durant les années 1970, le classement se scinda en divers classements en tous genres.

- Melody Maker : Melody Maker lance un Top 10 des ventes de singles en avril 1956, en parallèle - puis en remplacement - du classement de musique qu'il lança 10 ans plus tôt. Le classement est devenu un Top 50 en septembre 1962. La taille de l'échantillon était de 30 magasins lors du lancement, passant à 110 en 1963, 150 en 1965 et 220 avant la fusion avec le classement de Disc and Music Echo en août 1967.

- Disc and Music Echo : Disc and Music Echo lance un Top 20 en février 1958, basé sur un échantillon de 25 magasins. Il passa à un Top 30 avec un échantillon de 75 à 100 magasins en 1966. Le classement est devenu un Top 50 en avril 1966 et a fusionné avec le classement du Melody Maker en août 1967. En raison d'une diffusion plus restreinte et la plus petite taille de son échantillon, le classement de Disc and Music Echo n'était généralement pas aussi bien considéré que d'autres à la même époque.

- Record Retailer : Le magazine Record Retailer lance un Top 50 le 10 mars 1960. Son échantillon n'était que de 30 magasins au début, passant à 40 au mois de mars 1962, 60 au mois de mars 1963 et 80 en 1969. C'était le seul classement important à exclure les EP, qui avaient leur propre classement séparé jusqu'au 30 novembre 1967. Les EP ont été inclus au classement général, juste à temps pour Magical Mystery Tour des Beatles qui a fait une pointe à la 2e place.

- BBC : BBC présente Pick of the Pops le 4 octobre 1955, tous les quinze jours jusqu'à la fin de l'année, puis hebdomadairement, basée sur une moyenne des classements des singles du Record Mirror et du NME - et probablement aussi Melody Maker à partir d'avril 1956.

## Critères d'acceptation
Afin de pouvoir rentrer dans le UK Singles Chart, un single doit remplir plusieurs conditions :
- Il doit être disponible en un ou plusieurs formats éligibles. Les formats éligibles sont CD, DVD, vinyle, cassette, téléchargement numérique, miniDisc et flexi disc.
- Tous les formats doivent contenir le titre décrit ou une de ses version/remix.
- Seuls trois formats peuvent être inclus dans les ventes d'un single. Les ventes des formats additionnels sont exclues lors du calcul des ventes.
- Le single doit être proposé au moins au prix de ventes minimum requis, afin d'empêcher les maisons de disques de conclure un accord de prix réduit avec des détaillants.
- Chaque format doit n'avoir pas plus de quatre titres différents dessus, bien que chaque chanson puisse apparaître dans un nombre illimité de versions différentes.
- Le temps maximum quel que soit le format ne doit pas dépasser 25 min si plus d'une chanson différente est présente, ou de 40 min si seulement une chanson est présente dans de multiples versions/mixes.
- Un format mini CD est maintenant reconnu pour l'accession au classement. Il doit avoir un temps maximum de dix minutes et ne peut pas comporter plus de deux pistes. Ce doit être un CD 8 cm et vendu dans une simple pochette. Son prix minimum est inférieur à celui d'un CD single classique. Cette alternative meilleure marché a été reconnue pour la première fois en octobre 2003 afin de rendre les singles plus attrayant face au téléchargement illégal de musique répandu, cette taille de CD est employée dans beaucoup d'autres pays (tel que le Japon) pour les singles depuis beaucoup d'années.

Le règlement complet du classement limite aussi la façon dont le single peut être empaqueté et quels cadeaux peuvent être offerts aux acheteurs. Les règles complètes peuvent être téléchargés sur le site internet de l'Official UK Chart Company ou être obtenus par la poste.

## Diffusion des classements
BBC Radio 1 est le premier diffuseur en 1967, et diffuse toujours le classement officiel depuis. Les premières années, seul le Top 20 est diffusé. Il est graduellement augmenté de sorte que le classement couvre désormais le Top 40. Ce Top 40 n'était pas joué entièrement jusqu'au début 1991. Quatorze ans après, le Chart Show est remanié une fois de plus, seulement avec les morceaux du Top 20, certain étant joué. Depuis le 14 octobre 2007 Fearne Cotton et Reggie Yates présentent l'émission. Le Chart Show est toujours diffusé le dimanche en début de soirée et n'est déprogrammé qu'une seule fois, le 31 août 1997, lors de la mort de princesse Diana.  
Pendant quelque temps durant les années 1970, le classement est dévoilé le mardi midi (ou le mercredi suivant les jours fériés), initialement pendant l'émission de Johnnie Walker avec Time is Night de Booker T. and the M.G.'s en musique de fond. Plus tard, Paul Burnett, Dave Lee Travis et Gary Davies poursuivent la présentation. Durant cette période, l'émission du dimanche était simplement une rediffusion du mardi précédent. Mais, fait crucial, elle est diffusée sur la FM en stéréo (la fréquence FM était partagée avec BBC Radio 2, mais était la plupart du temps attribué à cette dernière — BBC Radio 1 avait uniquement certaines plages horaires sur cette fréquence, de 22 h à minuit les jours de semaines, de 13 h à 19 h 30 le samedi et de 17 h à l'extinction le dimanche) — cependant, depuis octobre 1987 le nouveau classement est diffusé en premier le dimanche.  
La version télévisée du Chart Show, appelée The UK Top 40, débute en 2002 dans les programmes enfants de la BBC, CBBC. Y sont diffusées des vidéos choisies, et le Top 10 en entier à rebours. Cette version est animée par Adrian Dickson et Konnie Huq de sa création à septembre 2004, puis par Andrew Hayden-Smith jusqu'à la dernière émission le 12 juin 2005.  
Le Chart Show du dimanche était à l'origine intitulé Pick of the Pops et était présenté par Alan « Fluff »  Freeman, qui était responsable depuis 1961 d'une émission sur BBC Light Programme (devenu BBC Radio 2)  (cependant avec des petites lacunes les premières années, lorsque la BBC cherchait son style). Il est plus tard repris sur Capital Radio, où est combiné le Top 15 de l'époque (différent de celui de la BBC) à un Top 15 passé. Ce format est repris en revenant sur Radio 1, sous la forme d'une présentation de vieux tubes accompagnant trois classements différents du passé, après que la station publique reçoit sa propre fréquence FM en 1988. Il est donc diffusé tout le temps en stéréo (précédemment il n'était disponible en stéréo que sur une fréquence FM partagée avec Radio 2). 
À partir du 1er octobre 1972, ce classement était présenté le dimanche par Tom Browne dès 16 h sur Radio 1 en AM et de 18 h à 19 h en FM (et sur la fréquence AM de BBC Radio 2). Simon Bates l'a de temps en temps remplacé. Le programme est diffusé par les deux canaux, Radio 1 et Radio 2, jusqu'en 1979.  
Après que Tom Browne termine son dernier classement le 26 mars 1978, Simon Bates prend la relève de façon permanente. Pendant son passage, le Top est augmenté aux 40 premiers et commençait à 17 h - la première heure est sur Radio 1 uniquement, Radio 2 continuant à le diffuser qu'à partir de 18 h. Par la suite, l'émission devient exclusive à Radio 1, mais elle continue à être diffusée sur la fréquence FM partagée par les deux stations, ainsi les auditeurs pouvaient l'entendre en stéréo avec une bonne réception, particulièrement le soir. Vers cette période, il y a des changements de fréquence en AM (sur les longues et moyennes ondes) - Radio 4 se déplaça en longues ondes, Radio 2 se déplace en moyennes ondes, Radio 3 se déplaça sur l'ancienne fréquence de Radio 1 (prise par Absolute Radio) et Radio 1 promue en tête du cadran. L'accueil de Radio 1 demeure cependant encore souvent médiocre.  
Du 2 septembre 1979 au 31 janvier 1982, Tony Blackburn reprend la présentation. Après avoir été éconduit de son émission quotidienne au bout de douze ans, il succède à Ed Stewart dans le Junior Choice les week-ends - un programme qui est arrêté quand les enfants cessent de demander Milly Molly Mandy et commencent à vouloir écouter les chansons des classements, qui, en ce temps, comportent des groupes comme The Specials, Madness et The Selecter. 
Du 10 janvier 1982 au 1er janvier 1984, Tommy Vance anime l'émission. Bien qu'habituellement considéré comme un spécialiste de heavy metal et de rock, qu'il présentait dans le Friday Rock Show, il a su adapter ses présentations, avec notamment des anecdotes et des détails sur un large éventail de disques.  
Du 8 janvier au 23 septembre 1984, Simon Bates revient à la tête de l'émission, mais le 30 septembre (le jour du 17e anniversaire de Radio 1) il est remplacé par Richard Skinner. C'était la date où le Network Chart Show, une émission de radio sur l'Independent Local Radio Network, débute en concurrence directe à l'émission officielle, vu qu'elle est diffusée au même horaire. Il y a plusieurs différences entre le classement officiel et son concurrent.  Radio 1 qui est la plupart du temps uniquement disponible en mono, son émission de classement est diffusée en stéréo sur la FM, alors que le Network Chart Show est seulement diffusé en mono jusqu'au début des années 1990 (parce que les canaux de LBC, qui transportait l'émission au reste du réseau et qui était normalement seulement employé pour des bulletins d'informations, ne pouvaient seulement transporter que les transmissions mono). À la différence du classement de Radio 1, le Network Chart Show intégrait aussi les rotations radio dans la compilation de son classement et diffusait de la publicité. Le classement rival remporta un certain succès quelque temps, il était plus à jour que le classement de Radio 1 pendant les trois premières années (avec très peu de chansons, tel que la version de Ferry Aid de Let It Be qui est arrivée no 1 dans le Network Chart Show avant qu'elle entre tout simplement dans le classement officiel), mais le classement officiel triomphe vers la fin des années 1980.  
À partir du printemps 1986, Bruno Brookes succède à Richard Skinner - vers la fin des années 1980 l'émission est précédée par le Chartbusters, qui comportait des chansons émergentes pas encore entrées dans le Top 40. Du 30 septembre 1990 au 1er mars 1992 il est dirigé par Mark Goodier. Brookes est revenu à partir du 15 mars 1992 (après que Tommy Vance revient pendant une semaine) mais il a tiré sa révérence trois ans plus tard, suivi par Goodier, encore, le 23 avril 1995 et à partir du début des années 2000 Scott Mills remplace Goodier quand il est en vacances. Goodier quitte l'émission le 17 novembre 2002, le jour du cinquantième anniversaire de la création du classement. Ses successeurs sont  Scott Mills, Wes Butters, JK, Joel et maintenant Fearne Cotton et Reggie Yates.

## Polémiques sur leno1
Depuis l'origine du UK Singles Chart, nombres d'interrogations ont fait leur apparition à propos de certains singles, entre autres la question de savoir certains auraient dû ou non être no 1. Ces polémiques créent  beaucoup de conflits pour quelques nos 1 - spécialement Please Please Me des Beatles comme déjà abordé ci-dessus.
Il y a une période où l'industrie musicale entière faisait une pause à Noël. Par conséquent aucun classement de singles ne sortait le mardi suivant Noël. Quand la collecte des chiffres des ventes est passée des registres à l'électronique, le classement de la semaine de Noël a commencé à être compilé mais sans jamais être diffusé. La coutume veut que le numéro 1 en place ne changeait pas. Cependant, il y a une exception, à Noël 1980 : à la suite du meurtre de John Lennon, une frénésie d'achats de son single démarre le 8 décembre, ce qui a comme conséquence que (Just Like) Starting Over devient no 1 au Top. Il est détrôné la semaine suivante par There's No-one Quite Like Grandma. Cependant, la semaine suivante, c'est la réédition du classique de noël de Lennon, Happy Xmas (War Is Over) qui arrive no 1 dans le classement de la semaine de Noël. Ce classement n'a donc jamais été édité et il est ainsi omis des listes de nos 1.[réf. nécessaire] Avant que le classement officiel suivant ne soit publié, Imagine avait pris la 1re place, techniquement John Lennon a eu trois no 1 d'affilée, chose qu'aucun autre artiste n'a pu réaliser.
En pleine semaine de la célébration du jubilé d'argent de la reine Élisabeth II, en juin 1977, les Sex Pistols sortent leur deuxième single, God Save the Queen, qui exprime un grand mépris pour la royauté. Il y avait des spéculations et des rumeurs sur le fait que les Sex Pistols allaient être numéro 1 lors de cette semaine historique, mais étonnamment Rod Stewart conserve la 1re position du classement pour sa quatrième semaine avec I Don't Want to Talk About It / The First Cut Is the Deepest[réf. nécessaire]. Les rumeurs commencent alors à circuler que les compilateurs du classement avaient arrangé le classement pour éviter la polémique. Un certain nombre d'autres classements, y compris celui édité par le NME avait placé God Save the Queen no 1 des ventes.
Dans les années 1950, des singles ont fréquemment partagé la 1re position. Dans les années 1980, une nouvelle règle a été instaurée sur la façon de traiter les ex-æquo du classement (pas uniquement les numéro 1) : le single dont les ventes avaient le plus augmenté par rapport à la semaine précédente devancerait l'autre. En septembre 1990, The Joker de Steve Miller Band et Groove is In the Heart de Deee-Lite avaient vendu autant de copies de leurs singles, mais en raison de cette règle, Deee-Lite est relégué en no 2 et The Joker pris la tête du classement. Après les contestations et les plaintes de le label de Deee-Lite, WEA, la règle est abandonnée et les égalités ont de nouveau été possibles, bien qu'il n'y ait plus de pole position commune depuis.
En 1987, Jack Your Body de Steve « Silk » Hurley est numéro 1 pendant 2 semaines, mais en fait il n'aurait jamais du l'être. Le vinyle 12" dépassait le temps maximum pour un single et donc la réédition de Reet Petite de Jackie Wilson aurait dû rester une cinquième semaine en haut du top et I Knew You Were Waiting (for Me) est privé d'une semaine au Top.[réf. nécessaire]
L'arrivée des supports multiples, entrainant la présence d'un single dans les bacs en plusieurs versions différentes, cause une polémique en 1982 quand Town Called Malice de The Jam entra directement à la première place et de ce fait Golden Brown de The Stranglers resta numéro deux. Town Called Malice était disponible en deux versions — la version studio sur vinyle 7" et un enregistrement live sur vinyle 12" — et le label des Stranglers, EMI, proteste auprès du British Market Research Bureau, arguant que beaucoup de fans de Jam achetaient les deux versions du disque.[réf. nécessaire] Le BMRB répond que rien de préjudiciable n'avait eu lieu.[réf. nécessaire] Et en vingt ans, la multiplication des supports devient la norme.
Il est parfois arrivé qu'un faux no 1 soit annoncé. Quand le classement de la semaine du 28 février 1976 est dévoilé, Manuel et son Music of the Mountains, reprise de l'œuvre de musique classique espagnole Concerto d'Aranjuez de Joaquín Rodrigo, avait détrôné December, 1963 (Oh, What a Night) de The Four Seasons de son piédestal. Mais quelque temps après que le classement est rendu public, il est découvert qu'en raison d'une erreur informatique le classement entier était erroné. Quand le classement correct aest recompilé, Manuel est relégué à la 3e place, derrière The Four Seasons et I love to Love de Tina Charles. Un incident similaire est arrivé avec le classement du 10 novembre 1979. Une erreur de compilation a mené à l'annonce de 'When You're in Love with a Beautiful Woman de Dr. Hook en 1re position à la place de One Day at a Time de Lena Martell. L'erreur n'apparaît pas immédiatement, bien qu'elle a été mise en évidence à temps pour l'édition hebdomadaire de Top of the Pops.

## Sponsors
Le UK Singles Chart est, pendant longtemps, sponsorisé par diverses compagnies privées. Ce serait en soi anodin si le classement n'était pas diffusé exclusivement sur BBC Radio 1, une station de radio publique qui ne peut pas diffuser de publicité ou être sponsorisée. Le choix du sponsor du classement des singles est, cependant, choisi par l'Official UK Charts Company, donc la BBC ne reçoit pas d'argent dans cette opération. Dans le passé le nom des sponsors était cité pendant l'émission, ceci permettait aux sponsors de faire de la publicité indirecte sur une station de radio publique.
Pendant de nombreuses années le classement est sponsorisé par worldpop.com, un site web de musique. Cependant, en 2004, Coca-Cola devient le sponsor. Pendant un moment, la BBC continue la pratique de mentionner le sponsor pendant le Chart Show. Il y a une levée de boucliers énorme contre cette pratique, en partie à cause de la polémique autour des publicités concernant les produits gras et sucrés diffusés aux enfants. Les apparences laissaient croire aussi que la BBC, une organisation supportée par une redevance et qui n'est pas autorisée à faire de la publicité, était sponsorisée. Ce qui était faux.
La BBC, liée au début par son contrat, est par la suite parvenue à un accord qui lui permet de taire le nom du sponsor dans l'émission.